# Doutrina militar

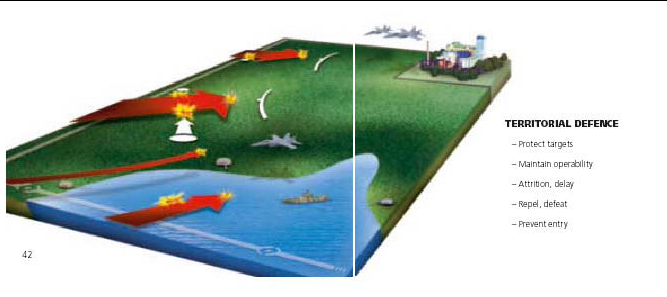
Doutrina finlandesa de defesa terrritorial

A doutrina militar é um conjunto de crenças institucionalizadas sobre métodos na guerra. Ela prescreve linhas de raciocínio para as questões táticas e estratégicas, formando uma lógica compartilhada pelo todo ou parte das forças armadas de um país com base na sua experiência passada. A doutrina ordena toda a vida militar, desde a organização e preparo até o emprego das Forças Armadas, define as prioridades entre os vários tipos de forças, os tipos de armamentos e a ênfase estratégica, que pode ser ofensiva, como no “culto da ofensiva” antes da Primeira Guerra Mundial, defensiva, como a lógica por trás da Linha Maginot, ou dissuasiva, como o arsenal nuclear francês. Ela reflete o julgamento de oficiais e, em nível menor, líderes civis, tendo fatores formativos sociais, econômicos, militares, políticos e tecnológicos. Há grande diversidade de doutrinas entre os países, e a própria definição de doutrina varia. Os establishments militares procuram registrar e formalizar a doutrina, que passa a ser ensinada nas academias militares e no treinamento nas unidades.